# Morales
För andra betydelser, se Morales (olika betydelser).
Morales är ett spanskt efternamn, som också kan ingå i geografiska namn. Det kan avse:

## Personer med efternamnet
- Alfredo Morales (född 1990), amerikansk fotbollsspelare
- Christer Morales (1919–2002) svensk meteorolog
- Christopher Morales Williams (född 2004), kanadensisk löpare
- Clary Morales (1876–1959), svensk sångerska, sopran
- Cristóbal de Morales (1500–1553), spansk kompositör
- Esai Morales (född 1962), amerikansk skådespelare
- Evo Morales (född 1959), boliviansk politiker, landets president
- Francisco Morales Bermúdez (född 1921), peruansk politiker och militär, Peruspresident
- Hugo Morales (född 1974), argentinsk fotbollsspelare
- Jimmy Morales (född 1969), guatemalansk politiker, president
- José Luis Morales (född 1987), spansk fotbollsspelare
- Juan Morales(född 1948), kubansk kostdistanslöpare
- Juan Magnus Morales (1888–1971), svensk grosshandlare, företagare och filantrop
- Kendrys Morales (född 1983), kubansk-dominikansk basebollspelare
- Lautaro Morales (född 1999), argentinsk fotbollsmålvakt
- Luis de Morales (1509–1586), spansk målare
- Mona Morales-Schildt (1908–1999), svensk formgivare och glaskonstnär
- Natalie Morales (född 1972), amerikansk TV-journalist
- Natalie Morales (skådespelare) (född 1985), amerikansk skådespelare
- Olallo Morales (1874–1957), spansk-svensk kompositör och pianist
- Omar Morales (född 1985), amerikansk MMA-utövare
- Pablo Morales (född 1964), amerikansk simmare
- Pedro Morales  (född 1985), chilensk fotbollsspelare
- Ramón Morales (född 1975), mexikansk fotbollsspelare
- Richard Morales(född 1975), uruguayansk fotbollsspelare
- Roberto Torres Morales (född 1989), spansk fotbollsspelare
- Zelmica Morales-Asplund (1877–1957), svensk pianist och pianopedagog